# Волоконно-оптическая линия передачи
Волоко́нно-опти́ческая система переда́чи (ВОСП), волоко́нно-опти́ческая ли́ния свя́зи (ВОЛС) — волоконно-оптическая система, состоящая из пассивных и активных элементов, предназначенная для передачи информации в оптическом (как правило, ближнем инфракрасном) диапазоне.

## Элементы

### Активные компоненты
- Регенератор — устройство, осуществляющее восстановление формы оптического импульса, который, распространяясь по волокну, претерпевает искажения. Регенераторы могут быть как чисто оптическими, так и электрическими, которые преобразуют оптический сигнал в электрический, восстанавливают его, а затем снова преобразуют в оптический.
- Усилитель — устройство, усиливающее мощность сигнала. Усилители также могут быть оптическими и электрическими, осуществляющими оптико-электронное и электронно-оптическое преобразование сигнала.
- Лазер — источник монохромного когерентного оптического излучения. В системах с прямой модуляцией, которые являются наиболее распространёнными, лазер одновременно является и модулятором, непосредственно преобразующим электрический сигнал в оптический.
- Модулятор — устройство, модулирующее оптическую волну, несущую информацию по закону электрического сигнала. В большинстве систем эту функцию выполняет лазер, однако в системах с непрямой модуляцией для этого используются отдельные устройства.
- Фотоприёмник (Фотодиод) — устройство, осуществляющее оптоэлектронное преобразование сигнала.

### Пассивные компоненты
- Волоконно-оптический кабель, светонесущими элементами которого являются оптические волокна. Наружная оболочка кабеля может быть изготовлена из различных материалов: поливинилхлорида, полиэтилена, полипропилена, тефлона и других материалов. Оптический кабель может иметь бронирование различного типа и специфические защитные слои (например, мелкие стеклянные иглы для защиты от грызунов).
- Оптическая муфта — устройство, используемое для соединения двух и более оптических кабелей.
- Оптический кросс — устройство, предназначенное для оконечивания оптического кабеля и подключения к нему активного оборудования.
- Мультиплексор/Демультиплексор — широкий класс устройств, предназначенных для объединения и разделения информационных каналов. Мультиплексоры и демультиплексоры могут работать как во временно́й, так и в частотной областях, могут быть электрическими и оптическими (для систем со спектральным уплотнением).

## Преимущества
Волоконно-оптические линии обладают рядом преимуществ перед проводными (медными) и радиорелейными системами связи:
- Малое затухание сигнала (0,15 дБ/км в третьем окне прозрачности) позволяет передавать информацию на значительно большее расстояние без использования усилителей. Усилители в ВОЛП могут ставиться через 40, 80 и 120 километров, в зависимости от класса оконечного оборудования.
- Высокая пропускная способность оптического волокна позволяет передавать информацию на высокой скорости, недостижимой для других систем связи.
- Высокая надёжность оптической среды: оптические волокна не окисляются, не намокают, не подвержены слабому электромагнитному воздействию.
- Информационная безопасность — информация по оптическому волокну передаётся «из точки в точку» и подслушать или изменить её можно только путём физического вмешательства в линию передачи.
- Высокая защищённость от межволоконных влияний — уровень экранирования излучения более 100 дБ. Излучение в одном волокне совершенно не влияет на сигнал в соседнем волокне.
- Пожаро- и взрывобезопасность при изменении физических и химических параметров
- Малые габариты и масса
- По сравнению с медными проводами наружной прокладки — непривлекательность для сборщиков металла, отличная грозоустойчивость.

## Недостатки
- Относительная хрупкость оптического волокна. При сильном изгибании кабеля возможна поломка волокон или их замутнение из-за возникновения микротрещин, поэтому при прокладке кабеля необходимо использовать рекомендации производителя оптического кабеля (где, в частности, нормируется минимально допустимый радиус изгиба).
- Сложность соединения в случае разрыва.
- Сложная технология изготовления, как самого волокна, так и компонентов ВОЛП.
- Сложность преобразования сигнала (в интерфейсном оборудовании).
- Относительная дороговизна оптического конечного оборудования. Однако, оборудование является дорогим в абсолютных цифрах. Соотношение цены и пропускной способности для ВОЛП лучше, чем для других систем.
- Замутнение волокна вследствие радиационного облучения (однако, существуют легированные волокна с высокой радиационной стойкостью[3]).

## Применение
Достоинства волоконно-оптических линий обусловило их широкое применение в телекоммуникационных сетях самых разных уровней — от межконтинентальных магистралей до корпоративных и домашних компьютерных сетей.

## Монтаж

### Укладка кабеля

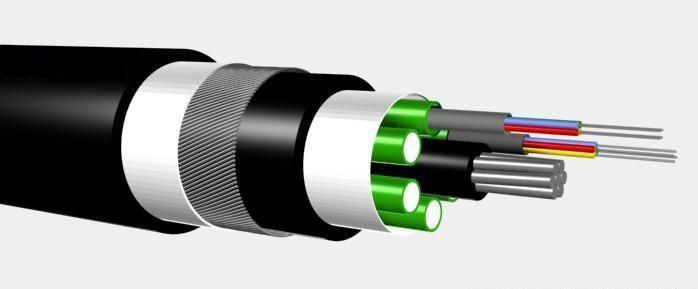
Волоконно-оптический кабель

Оптический кабель для линий связи может быть уложен следующим образом:
- В кабельную канализацию или кабельный коллектор;
- Непосредственно в грунт — в предварительно подготовленную траншею или с использованием кабелеукладчика;
- Подвес кабеля — воздушная линия связи.
- Прокладка кабеля по зданию — кабель может прокладываться как снаружи, так и внутри здания
- Подвес кабеля на трубостойках — установленных например на крышах зданий

Для каждого случая изготавливаются специальные кабели, отличающиеся типом оболочки, брони, допустимым растягивающим усилием и другими параметрами.

### Монтаж муфт и кроссов
Для сращивания оптических кабелей применяются оптические муфты, представляющие собой пластиковые контейнеры, внутри которых расположена сплайс-пластина, удерживающая оптические волокна.
Оптический кросс представляет собой устройство, посредством которого осуществляется соединение оптических волокон кабеля со стандартными разъёмами. Кросс выполняется в виде металлической (как правило) коробки, на внешней панели которой находятся оптические разъёмы, а внутри — сплайс-пластина. Соединение разъёмов кросса с волокнами кабеля осуществляется с помощью пигтейлов — коротких кусков оптического волокна с разъёмами. Разъём пигтейла с внутренней стороны кросса соединяется с внешним разъёмом кросса, а другой конец приваривается к волокну оптического кабеля.
Оптические кроссы могут изготавливаться для монтажа в стандартную 19-дюймовую стойку, монтажа на стену и в других исполнениях. Кроссы могут иметь возможность открываться без демонтажа или не иметь таковой.
Сварка оптических волокон осуществляется в полуавтоматическом режиме специальными сварочными аппаратами.

## Взаимодействие с сильным электромагнитным излучением
Сильное электромагнитное излучение способно вносить межканальные помехи в системах HDWDM и приводить к увеличению количества ошибок. Данное явление характерно в системах телематики на железной дороге, где ВОЛП прокладывается на опорах контактной сети в непосредственной близости от контактного провода. Ошибки появляются в моменты переходных процессов, например, при коротком замыкании. Данное явление объясняется эффектами Керра и Фарадея.

### Комментарии
1. ↑  Официальный термин, определённый в ГОСТ Р 54417—2011[1].
2. ↑  Устоявшийся вариант названия.